# Timesplitters 4
Timesplitters 4 var en tilltänkt fjärde spelet i Timesplitters serien. Det skulle ha utvecklats av Crytek UK, tidigare känd som Free Radical Design, utvecklarna som utvecklade de första tre spelen i serien. Utveckling hade övergivits i april 2012, även om ett utvecklings team inklusive några ursprungliga medlemmarna i Free Radical Design tillkännagav planer för en Timesplitters Rewind spel i mars 2013.